# Erik Falkenburg
Erik Falkenburg (Leida, 5 maggio 1988) è un calciatore olandese, attaccante dell'LSVV '70.

## Carriera

### Club
Cresciuto calcisticamente nella squadra della sua città natale, il VV Oegstgeest, è successivamente passato UVS Leiden per poi approdare nello Sparta Rotterdam tra i professionisti.
Il suo esordio in Eredivisie arriva il 23 gennaio 2008 nella partita persa per 3-1 dallo Sparta contro il PSV Eindhoven. Nella stagione seguente Falkenburg diventa uno dei titolari della giovane squadra di Rotterdam collezionando 30 presenze segnando anche 3 reti.
Realizza una tripletta nella vittoria per 3-2 dello Sparta contro l'ADO Den Haag e nella giornata successiva una doppietta nel 2-0 contro il NEC Nijmegen.
Successivamente firma con l'AZ Alkmaar un contratto fino al 2014.
Nel gennaio 2013 passa in prestito al NEC Nijmegen. Nel giugno seguente si trasferisce sempre in prestito al Go Ahead Eagles. Il 31 agosto segna una tripletta nel 4-1 esterno contro l'RKC Waalwijk.

### Nazionale
Con la maglia della selezione Under-21 ha all'attivo 3 presenze e 3 reti: la prima segnata all'esordio, nel girone di qualificazione al campionato europeo di categoria contro il Liechtenstein e la seconda nella partita successiva contro la Spagna.